# Valkenberg Hospital
Pour les articles homonymes, voir Valkenberg.
Le Valkenberg Hospital est un grand hôpital psychiatrique tertiaire financé par le gouvernement, situé dans la ville du Cap, en Afrique du Sud.
Il est situé dans le quartier de l'Observatoire, entre les rives de la Liesbeek River et de la Black River, donnant sur Devil's Peak au loin. En collaboration avec les hôpitaux psychiatriques associés (Lentegeur, Stikland et Alexandra Hospitals), il est le principal fournisseur de spécialistes des services psychiatriques de la Péninsule du Cap ainsi que'un centre de référence de la province du Cap occidental. 
C'est le principal hôpital d'enseignement du Département de Psychiatrie de l'Université du Cap et c'est également un centre de formation spécialisé en soins infirmiers en psychiatrie (Nursing Colleges de Stellenbosch et du Cap occidental).

## Histoire
L'institution actuelle date de 1891. Le nom de Valkenberg vient de l'agriculteur néerlandais Cornelius Valk, qui a établi une ferme sur le terrain sur lequel l'hôpital est maintenant situé, en 1720. En 1881, le gouvernement colonial de la Colonie du Cap achète la propriété Valkenberg en vue de la construction d'une maison de correction. Cela n'a jamais eu lieu, mais un asile d'aliénés, comme on l'appelait alors, a été créé à la place pour accueillir des patients transférés de Robben Island. L'île avait d'abord accepté des patients afin de soulager la pression dans les hôpitaux de la ville tels que le Somerset, mais les rapports sur les conditions d'insalubrité, de surpeuplement, et un taux élevé de suicide ont abouti à la décision de transférer les soins des patients vers le site de Valkenberg.
Le 20 février 1891, les 36 premiers patients ont été transférés à partir de Robben Island vers l'asile Valkenberg. À l'origine cela se composait de deux hôpitaux distincts, avec ségrégation raciale, à cheval sur les rivières Liesbeeck et Black. Dans la première moitié du XXe siècle, l'hôpital est officiellement associé à l'école de médecine de l'université du Cap.
La poètesse Ingrid Jonker, qui a été admis pour dépression dans les années 1960, en est une patiente célèbre. Elle a raconté son expérience dans plusieurs poèmes. L'Hôpital Valkenberg occupe une place importante dans la vie troublée de Tshepo, le personnage principal, dans le roman K. Sello Duiker, The Quiet Violence of Dreamss..
En 1998, l'hôpital a été menacé de fermeture, dans le souci de rationaliser les services. Cependant, cela a été accueilli avec une vive opposition et après une longue discussion et un processus de consultation, la décision a été prise de garder l'hôpital ouvert, mais en consolidant le site et en réduisant le nombre de lits.
En 2006, une nouvelle unité d'admission est achevée avec des unités de soins intégrées pour malades aigus. La nécessité de développer une nouvelle unité de soins intensifs est une conséquence de la conception inappropriée des installations précédentes, qui étaient en usage depuis le début du XXe siècle. Les anciennes installations correspondaient à une pratique psychiatrique obsolète et essentiellement de garde, qui n'a pas sa place dans un service moderne, plus humain, respectant les développements les plus récents dans l'efficacité des soins psychiatriques.

## Services
En plus d'offrir des soins psychiatriques ambulatoires, Valkenberg a une variété d'unités spécialisées telles que l'unité médico-légale et des unités d'urgence. L'hôpital est composé actuellement de 370 lits dont 165 sont dédiés aux soins psychiatriques et 145 pour les services de psychiatrie légale et le reste héberge encore une petite composante de patients de longue durée. À l'exception de l'unité de sécurité maximale (section 20), toutes les sections sont situées sur le site de l'Observatoire de l'établissement. Il est envisagé qu'avec le  processus de revitalisation de l'hôpital, toutes les sections seront à l'avenir situées sur le site de l'Observatoire.
Les patients qui sont admis à Valkenberg souffrent en général de troubles psychiatriques graves, et ceux qui sont admis dans l'unité de soins intensifs sont susceptibles d'avoir une panoplie des formes les plus graves de maladies psychotiques associées à des troubles du comportement.
Les patients à Valkenberg sont admis soit sur une base volontaire, assistée ou non sollicitée, soit sur une base involontaire conformément au South African Mental Health Care Act de 2005. Ainsi quelques salles sont isolées et celles-ci accueillent les patients qui sont gravement perturbés et ceux qui ont été admis en observation par la Magistrate's Court (par exemple, les patients de la psychiatrie médico-légale)